# Schefflera singalangensis
Schefflera singalangensis är en araliaväxtart som först beskrevs av Friedrich Anton Wilhelm Miquel, och fick sitt nu gällande namn av René Viguier. Schefflera singalangensis ingår i släktet Schefflera och familjen araliaväxter. Inga underarter finns listade.